# Новосаринський
Новоса́ринський (рос. Новосаринский) — селище у складі Кувандицького міського округу Оренбурзької області, Росія.

## Населення
Населення — 391 особа (2010; 459 у 2002).
Національний склад (станом на 2002 рік):
- росіяни — 82 %